# Heckler & Koch MP7
A Heckler & Koch MP7 (Maschinenpistole 7) é uma arma de defesa pessoal (PDW) que dispara o cartucho perfurante HK 4,6×30mm projetada pela fabricante alemã Heckler & Koch. Foi projetada em conjunto com o novo cartucho para atender aos requisitos da OTAN publicados em 1989, já que esses requisitos exigiam uma arma de fogo de classe PDW compacta, com maior capacidade de danificar armaduras corporais do que as atuais submetralhadoras que usavam cartuchos de pistola convencionais.
A MP7 entrou em produção em 2001 e é uma rival direta da FN P90, também desenvolvida em resposta às exigências da OTAN. A arma tem sido revisada desde a sua introdução e as últimas variantes de produção são a MP7A1 e a MP7A2.
A proliferação de armaduras corporais de alta qualidade começou a tornar ineficazes armas que disparam projéteis de pistola (como a submetralhadora MP5 da Heckler & Koch e a pistola USP). Em resposta a essa tendência, a Heckler & Koch projetou a MP7 (juntamente com a pistola UCP, cancelada, que usava a mesma munição) para penetrar em armaduras, sendo pequena o suficiente para ser usada no lugar de uma pistola ou uma submetralhadora.

## Detalhes do design

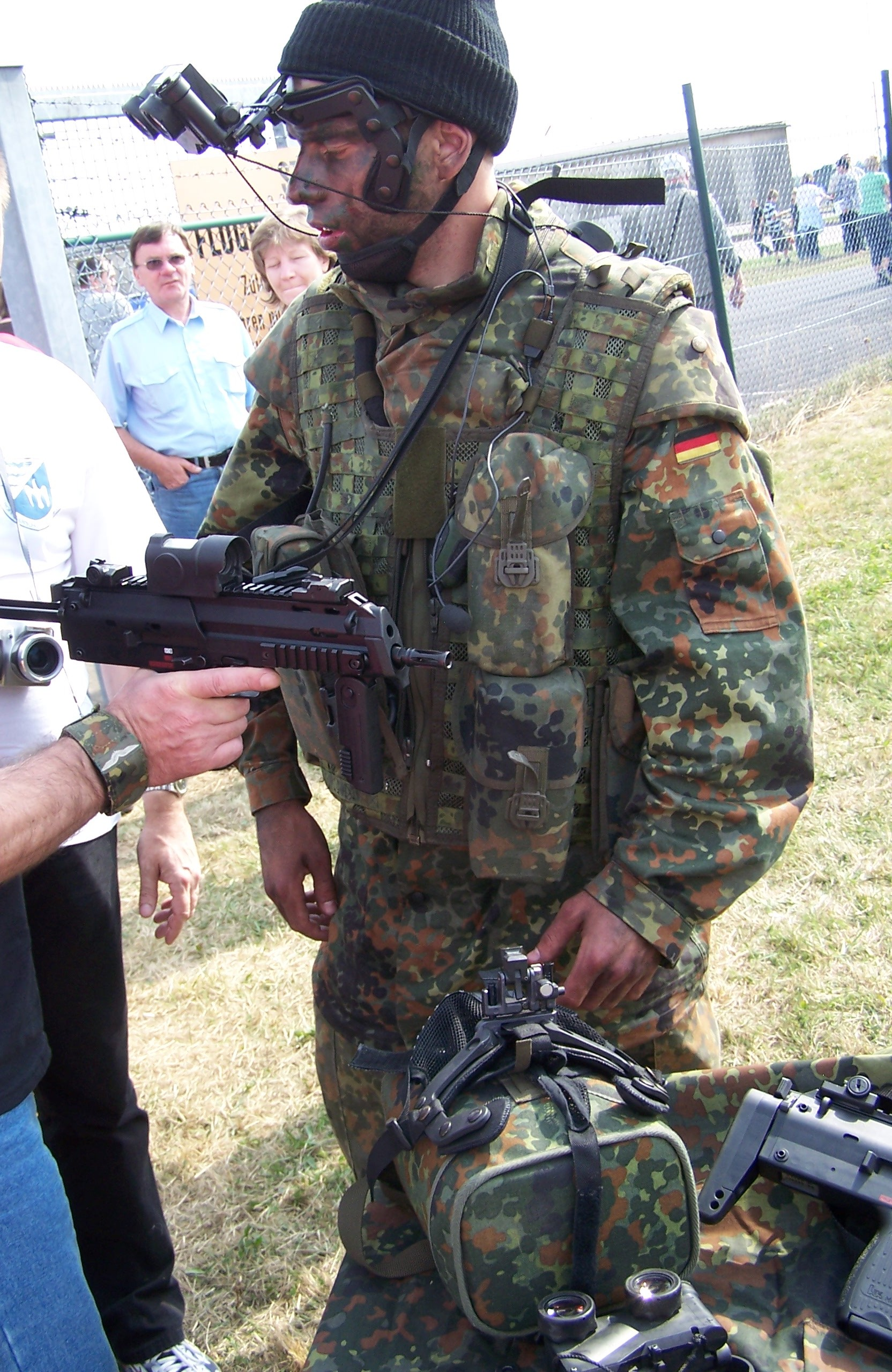
Um soldado do Exército Alemão demonstra a MP7A1 do programa IdZ.

A MP7 usa um sistema de gás de pistão de curso curto, como usado nos G36 e HK416 da H&K, no lugar de um sistema de blowback tradicionalmente visto em submetralhadoras, incluindo as da H&K. O cartucho 4,6×30mm é exclusivo da arma e oferece baixo recuo. Essa munição é única entre as submetralhadoras, pois o cartucho é feito quase inteiramente de um penetrador de aço temperado, em vez de cobre ou chumbo mais macio.
A MP7 permite que um carregador convencional de 20, 30 ou 40 cartuchos seja colocado dentro do cabo de pistola (o carregador de 20 cartuchos é comparável em tamanho a um carregador de 15 cartuchos 9x19mm, enquanto o carregador de 40 cartuchos é comparável a um carregador de 30 cartuchos 9x19mm). Possui um seletor de tiro ambidestro, retém do carregador, entre outras características. Apresenta uma coronha extensível e cabo frontal dobrável (variantes MP7 e MP7A1; a MP7A2 não possui cabo frontal dobrável); pode ser disparada com uma mão ou duas. É compacta e leve, devido ao uso de polímeros em sua construção.
A MP7 tem uma taxa de tiro cíclica de 950 disparos por minuto.

### Munição
Os cartuchos de alta velocidade especialmente projetados para perfuração de armadura (AP) da MP7 consistem em aço maciço revestido de cobre (DM11), camisa de aço revestida de liga (DM21) ou projéteis com camisa de liga de cobre e núcleo de chumbo (Fiocchi FMJ ZP). O cartucho AP padrão DM11 (Ultimate Combat) de alta velocidade com um projétil de 2 g (31 gr) tem uma velocidade de saída de 720 m/s e uma energia de saída de 506 J. O cartucho DM11 penetra no alvo NATO CRISAT (20 camadas de kevlar com um reforço de titânio de 1,6 mm) a 200 m. O cartucho tem um diâmetro pequeno, permitindo redobrar a capacidade de penetração e a alta capacidade em um carregador muito pequeno.
A VBR da Bélgica produz um projétil 4,6×30mm de fragmentação controlada de duas partes, que alega aumentar o conteúdo da cavidade permanente da ferida e dobrar a chance de atingir um órgão vital. A Heckler & Koch afirma que a munição CPS Black Tip, fabricada pela Fiocchi, tem uma energia de saída de aproximadamente 525 J, o que seria comparável aos cartuchos 9x19mm Parabellum.

### Acessórios
A MP7 possui um trilho Picatinny de comprimento completo e montado no topo, que vem de fábrica com alça e massa de mira dobráveis. Quando as miras são dobradas, elas se parecem com as miras abertas estilo Patridge. Desdobradas, elas apresentam miras de abertura. As miras podem ser facilmente removidas desapertando um único parafuso e retirando-o. Trilhos adicionais podem ser instalados nos lados do cano, o que permite a montagem de miras ópticas comerciais (miras telescópicas e red dot), módulos de mira laser (LAM) e lanternas táticas. Ela também pode aceitar um silenciador, e seu silenciador feito sob medida não interfere com sua precisão ou cadência de tiro.

## Variantes

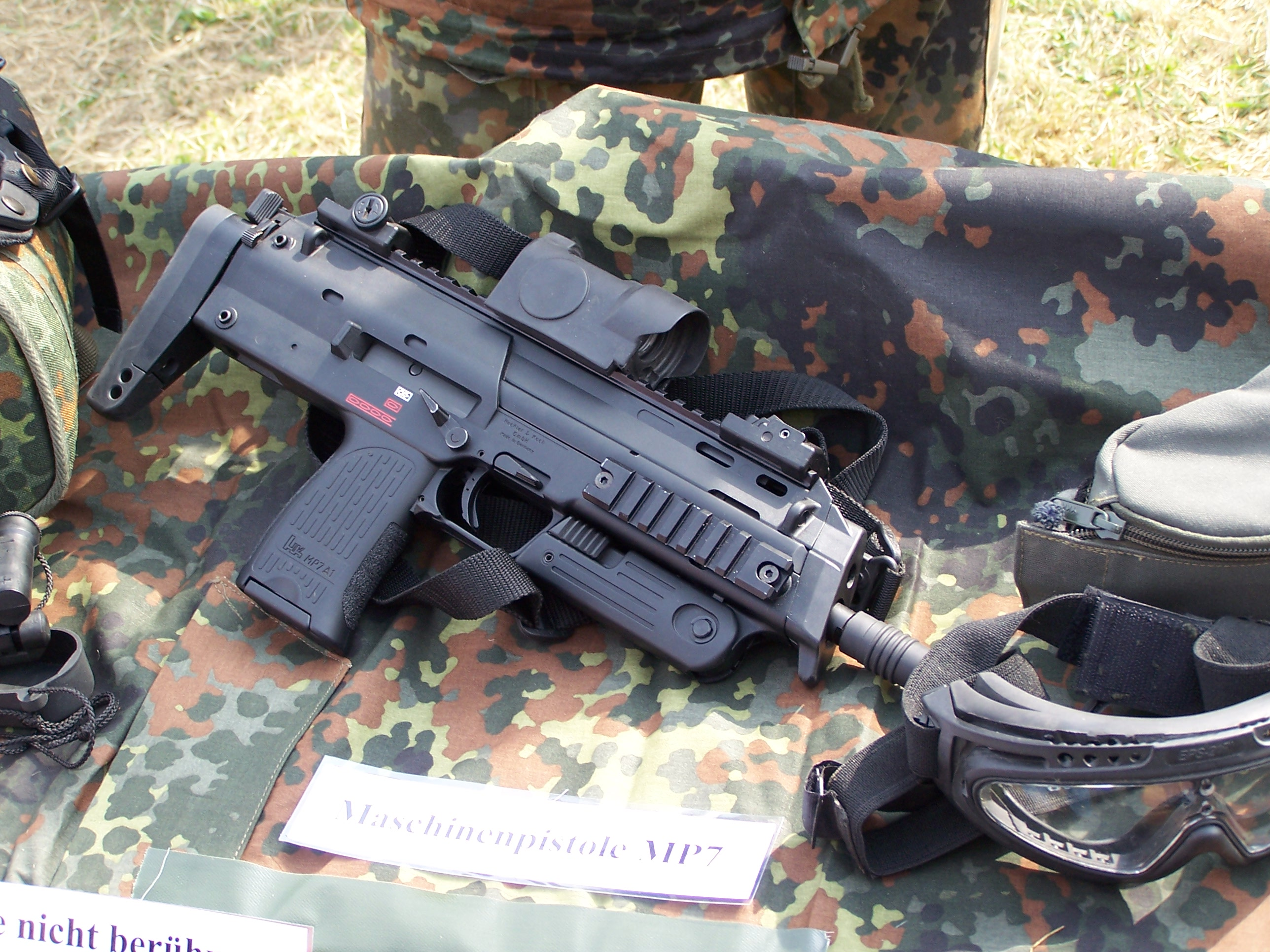
Uma MP7A1 de produção recente (observe a trava do gatilho) com uma mira refletora red dot Zeiss RSA em exibição como parte do programa IdZ da Alemanha.

- PDW: O primeiro protótipo foi mostrado em 1999 e foi designado como PDW (Personal Defense Weapon). Tinha um trilho Picatinny curto na parte superior e um cabo de pistola com superfície lisa.
- MP7: Em 2001, foi designada como 'MP7' e entrou em produção. As alterações incluíam um trilho Picatinny de comprimento completo, uma coronha curva e grossa e uma superfície antiderrapante no cabo de pistola, como na HK USP. Ela também possui miras de ferros dobráveis montadas no trilho Picatinny e o botão para dobrar o cabo frontal foi aumentado para facilitar a operação.
- MP7A1: Em 2003, sua designação foi alterada para MP7A1 e apresentava um cabo de pistola redesenhado com uma superfície diferente e uma forma curva, uma coronha menor soleira reta, trilhos Picatinny montados na lateral como padrão e as miras de ferro dobráveis eram mais compactas. A arma foi fabricada um pouco mais longa, mas como a coronha foi encurtada, o comprimento total não mudou. A coronha também pode ser travada em três posições. Os modelos MP7A1 recentes têm uma trava de gatilho semelhante à da pistola Glock; a seção do meio do gatilho deve ser acionada primeiro antes que a parte externa se mova. Isso ajuda a parar disparos acidentais se o gatilho for tocado.[6][7]
- MP7A2: Uma variante sem o cabo frontal dobrável, mas possui um trilho Picatinny para montar vários cabos de acordo com a preferência do usuário.
- MP7-SF: Uma variante apenas semiautomática da MP7 usada atualmente pela Polícia do Ministério da Defesa no Reino Unido.

## Utilizadores
| País               | Nome da organização | Modelo | Quantidade | Data | Referência                       |
| ------------------ | --- | ------ | ---------- | ---- | -------------------------------- |
| Albânia            | Batalhão de Operações Especiais (Albânia)                                                                                             | −      | −          | −    | [ 7 ] [ 18 ]                     |
| Argélia            | Destacamento de Intervenção Especial e Grupo de Intervenção Especial                                                                  | −      | −          | −    | [ 19 ]                           |
| Austrália          | Grupo de Suporte de Emergência do Departamento de Serviços Corretivos da Austrália Ocidental                                          | −      | −          | −    | [ 7 ] [ 20 ]                     |
| Áustria            | Einsatzkommando Cobra (EKO Cobra) do Ministério Federal do Interior                                                                   | −      | −          | −    | [ 7 ] [ 21 ]                     |
| Bangladesh         | 1° Batalhão de Paraquedistas do Exército de Bangladesh                                                                                | −      | −          | −    | [ 22 ]                           |
| Brunei             | Regimento de Forças Especiais das Forças Armadas de Brunei                                                                            | MP7A1  | −          | −    | [ 23 ]                           |
| Espanha            | Grupo Especial de Intervenção da Polícia da Catalunha                                                                                 | −      | −          | −    | [carece de fontes?]              |
| Tchéquia           | Polícia da Tchéquia - PDW de policiais ordinários                                                                                     | MP7A1  | −          | 2012 | [ 24 ]                           |
| Egito              | Unidade 777 | −      | −          | −    | [carece de fontes?]              |
| Estônia            | ESTSOF | −      | −          | −    | [ 25 ]                           |
| França             | Divisão de Ação da Direction Générale de la Sécurité Extérieure                                                                       | MP7A1  | −          | −    | [ 26 ]                           |
| França             | GIGN | −      | −          | −    | [carece de fontes?]              |
| Alemanha           | Exército Alemão | −      | −          | −    | [ 6 ] [ 7 ] [ 27 ]               |
| Alemanha           | Grupo de contra-terrorismo Grenzschutzgruppe 9 (GSG 9) da Polícia Federal                                                             | −      | −          | −    | [ 7 ] [ 28 ]                     |
| Alemanha           | Unidade policial SWAT (polícia estadual) SEK de vários estados da Alemanha.                                                           | −      | −          | −    | [ 7 ]                            |
| Alemanha           | Polícia de Baden-Württemberg | −      | 3000       | −    | [ 29 ]                           |
| Geórgia            | Ministério de Assuntos Internos | −      | −          | −    | [ 30 ] [ 31 ]                    |
| Grécia             | 13° Comando de Operações Especiais da Polícia da Grécia                                                                               | −      | −          | −    | [carece de fontes?]              |
| Indonésia          | Forças especiais Komando Pasukan Khusus (KOPASSUS) do Exército da Indonésia                                                           | −      | −          | −    | [ 32 ]                           |
| Irlanda            | Unidade Detetive Especial, Unidade de Resposta de Emergência, Unidade de Suporte Regional e Agência Nacional de Investigação Criminal | MP7A1  | −          | 2006 | [ 6 ] [ 33 ] [ 34 ] [ 7 ] [ 35 ] |
| Itália             | 9º Regimento de Assalto Paraquedista                                                                                                  | −      | −          | −    | [ 7 ]                            |
| Itália             | N.O.C.S da Polícia do Estado | −      | −          | −    | [ 7 ]                            |
| Japão              | Grupo de Operação Especial | −      | −          | −    | [ 36 ]                           |
| Jordânia           | Guarda Real | −      | −          | −    | [ 7 ] [ 37 ]                     |
| Malásia            | Grupo de contra-terrorismo da Marinha Real da Malásia Pasukan Khas Laut (PASKAL)                                                      | MP7A1  | −          | 2006 | [ 7 ] [ 38 ]                     |
| Malásia            | Divisões de contra-terrorismo da Polícia Real da Malásia Pasukan Gerakan Khas (PGK)                                                   | MP7A1  | −          | 2007 | [ 6 ] [ 7 ]                      |
| Maurício           | GIPM | MP7A1  | −          | 2013 | [carece de fontes?]              |
| Noruega            | Forças Armadas da Noruega | MP7A1  | 6.500      | 2007 | [ 6 ] [ 7 ] [ 39 ]               |
| Noruega            | Serviço de Segurança da Polícia Norueguesa e Polícia de Escolta Real                                                                  | MP7A1  | −          | −    | [ 40 ]                           |
| Omã                | − | −      | −          | −    | [ 7 ] [ 37 ]                     |
| Coreia do Sul      | SWAT da Agência Nacional de Polícia                                                                                                   | −      | −          | −    | [ 6 ] [ 7 ]                      |
| Coreia do Sul      | Serviço de Segurança Presidencial | −      | −          | −    | [ 41 ]                           |
| Romênia            | SRI Brigada Antitero | MP7A1  | −          | −    | [ 42 ]                           |
| Sérvia             | Forças especiais | MP7A1  | −          | −    | [ 43 ]                           |
| Rússia             | Unidade de forças especiais Spetsnaz do Exército Russo                                                                                | MP7A1  | −          | −    | [ 44 ]                           |
| Reino Unido        | Polícia do Ministério da Defesa e Polícia Metropolitana de Londres                                                                    | MP7-SF | −          | −    | [ 6 ] [ 7 ] [ 45 ]               |
| Estados Unidos     | SEAL Team Six | −      | −          | −    | [ 7 ] [ 46 ]                     |
| Estados Unidos     | Departamento de Segurança Pública de Sunnyvale, Califórnia                                                                            | MP7A1  | −          | −    | [ 7 ] [ 47 ] [ 48 ]              |
| Cidade do Vaticano | Guarda Suíça Pontifícia | MP7A1  | −          | −    | [ 49 ]                           |

## Galeria

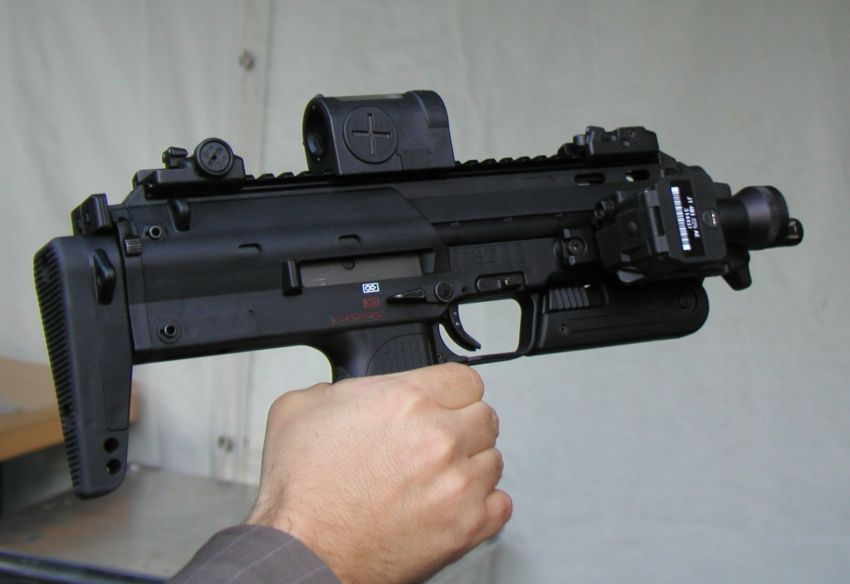
Uma MP7A1 com mira refletora red dot Zeiss RSA e módulo de luz laser LLM01.
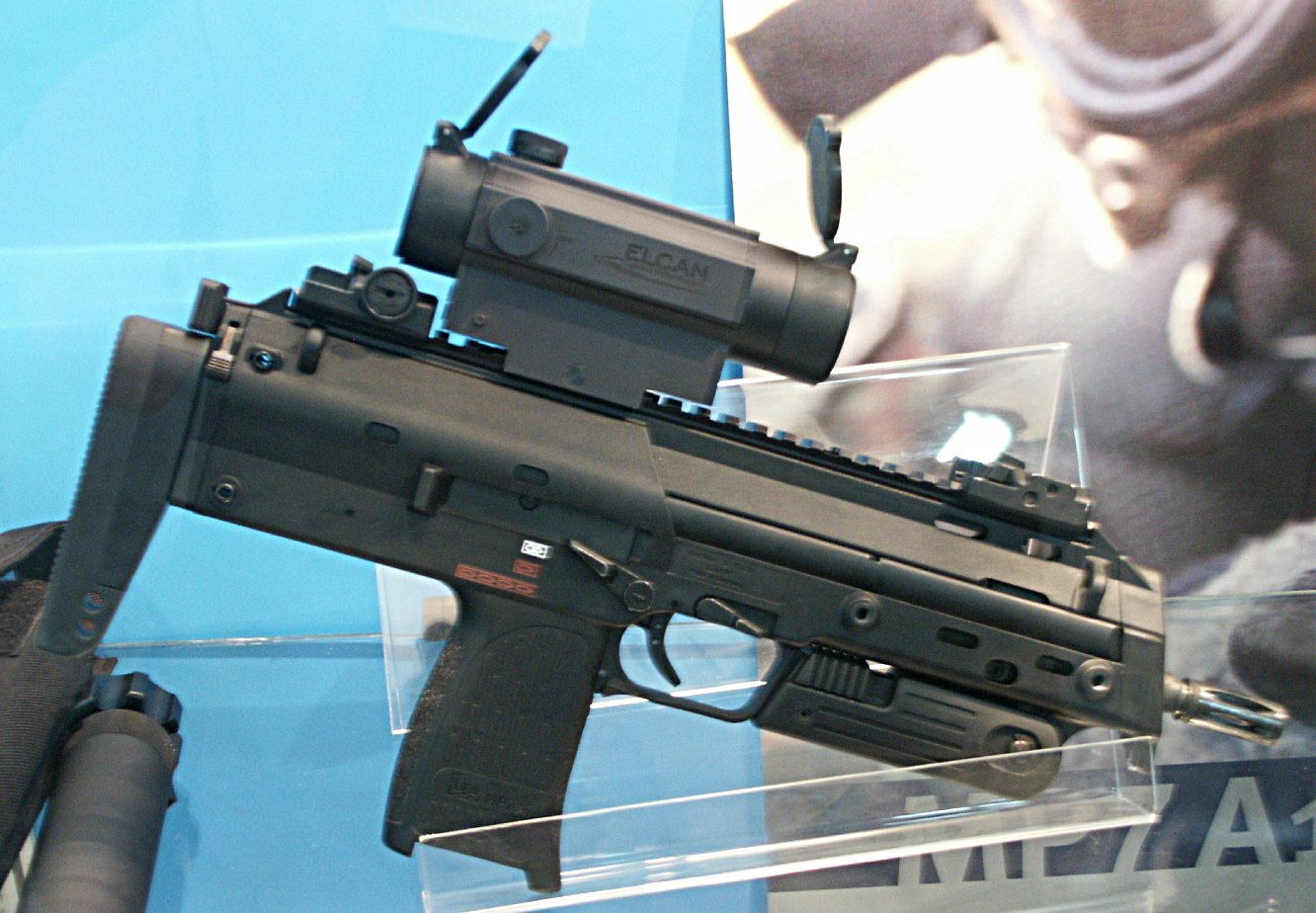
MP7A1.
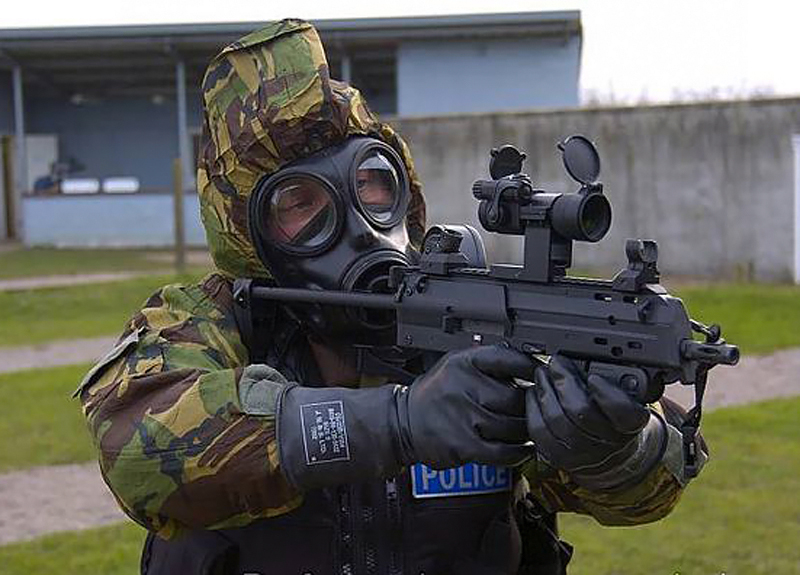
Policial do Ministério da Defesa com uma MP7-SF em traje CBRN.
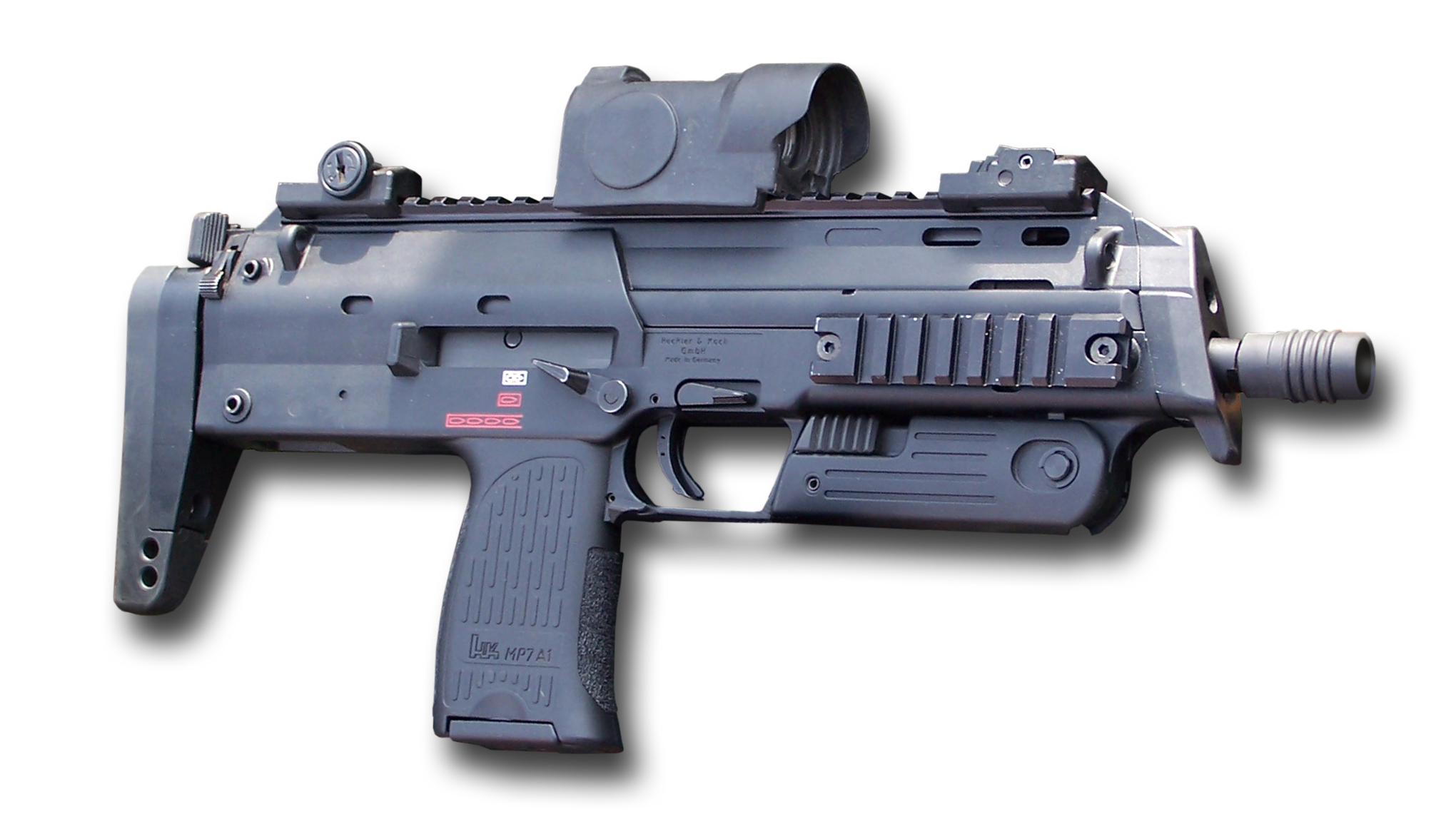
MP7A1 (observe a trava do gatilho) com uma mira refletora red dot Zeiss RSA.
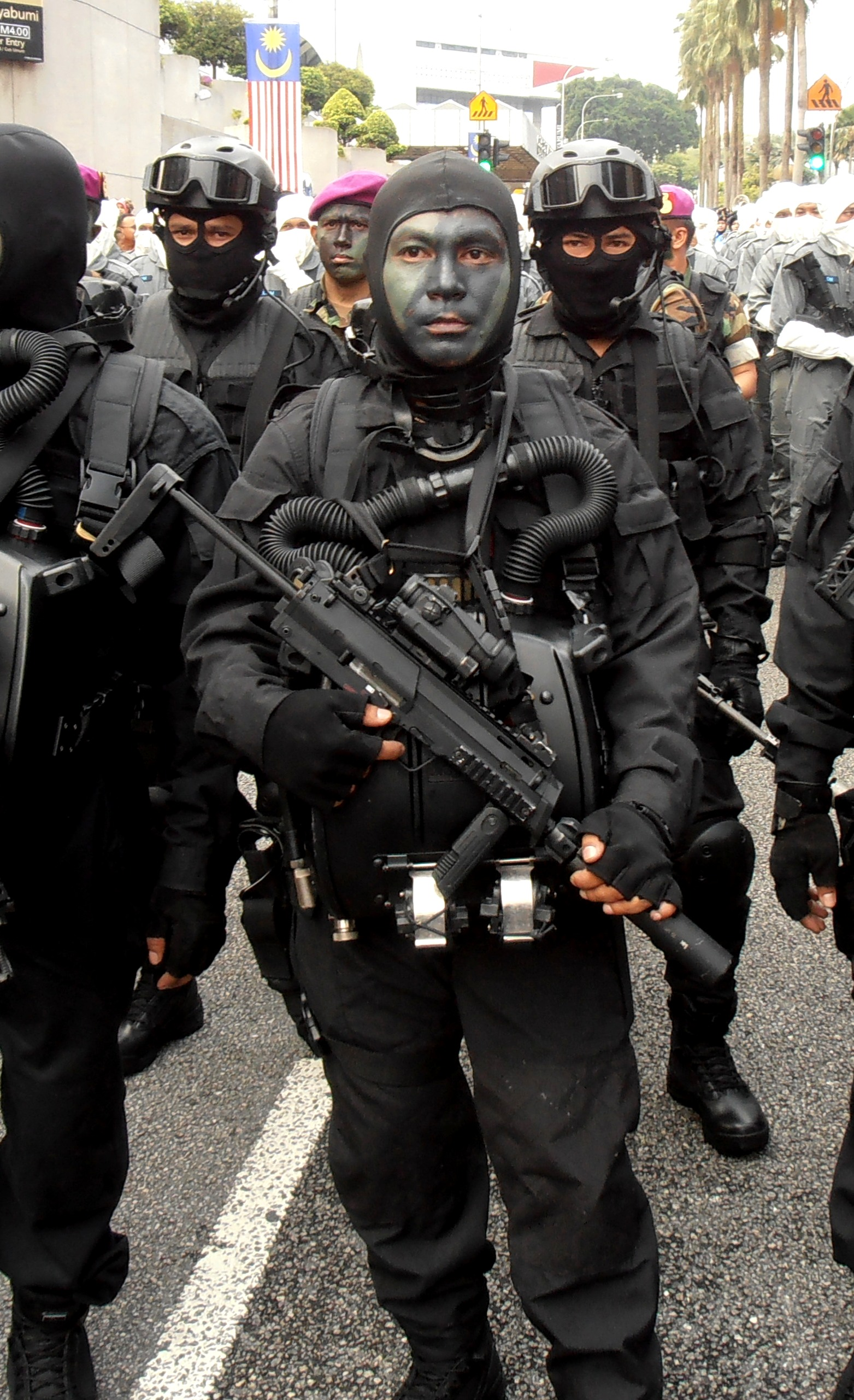
Homem-rã PASKAL da Marinha Real da Malásia em Kuala Lumpur com uma MP7A1.

## Heckler & Koch UCP
A Heckler & Koch Universal Combat Pistol (HK UCP), também conhecida como HK P46 e projetada pela Heckler & Koch, é uma pistola semiautomática de ação dupla desenvolvida sob encomenda pela Bundeswehr.
O conceito para a UCP foi posteriormente cancelado no estágio de protótipo.

### História e descrição
A UCP deveria ser a arma secundária complementar da submetralhadora HK MP7, usando o mesmo cartucho afunilado HK 4,6×30mm (consulte a balística interna). O cartucho 4,6×30mm é um concorrente direto do 5,7x28mm da Fabrique Nationale d'Herstal (FN). Como tal, a UCP teria sido uma concorrente direta da pistola FN Five-seven. Ambas têm maior capacidade perfurante e menos recuo em comparação com outros cartuchos de pistola militar comumente usados, como o 9x19mm Parabellum ou .45 ACP.
A UCP operou com base no princípio de operação de blowback atrasado. O design externo da UCP  parece ter sido emprestado da pistola HK P2000 e inclui controles ambidestros, talas traseiras de empunhadura intercambiáveis e um sistema de trilho estilo Picatinny MIL-STD-1913 para a montagem de acessórios. Como as séries de pistola USP e P2000, o mecanismo de gatilho é modular e capaz de diferentes configurações. A UCP foi projetada para aceitar um cano estendido e rosqueado, capaz de aceitar a anexação de um silenciador fabricado pela Brügger & Thomet.
O projeto permaneceu na fase de protótipo a partir de 2006 e foi relatado como tendo sido usado em testes com a Bundeswehr.
Em julho de 2009, o presidente da HK USA, Wayne Weber, indicou que o projeto da UCP tinha sido cancelado porque "A HK sentiu que não fornecia a balística adequada na forma de pistola."